# Champsochromis
Champsochromis là một small chi của cá hoàng đế đặc hữu của hồ Malawi in east châu Phi.
Chi này hiện có hai loài:
- Champsochromis caeruleus
- Champsochromis spilorhynchus

## Cước chú
1. ↑  FishBase [2009]